# Allomymar
Allomymar is een geslacht van vliesvleugeligen uit de familie Aphelinidae. De wetenschappelijke naam van dit geslacht is voor het eerst geldig gepubliceerd in 1913 door Kieffer.

## Soorten
Het geslacht Allomymar is monotypisch en omvat slechts de volgende soort:
- Allomymar taitae Kieffer, 1913